# Old Spanish Trail

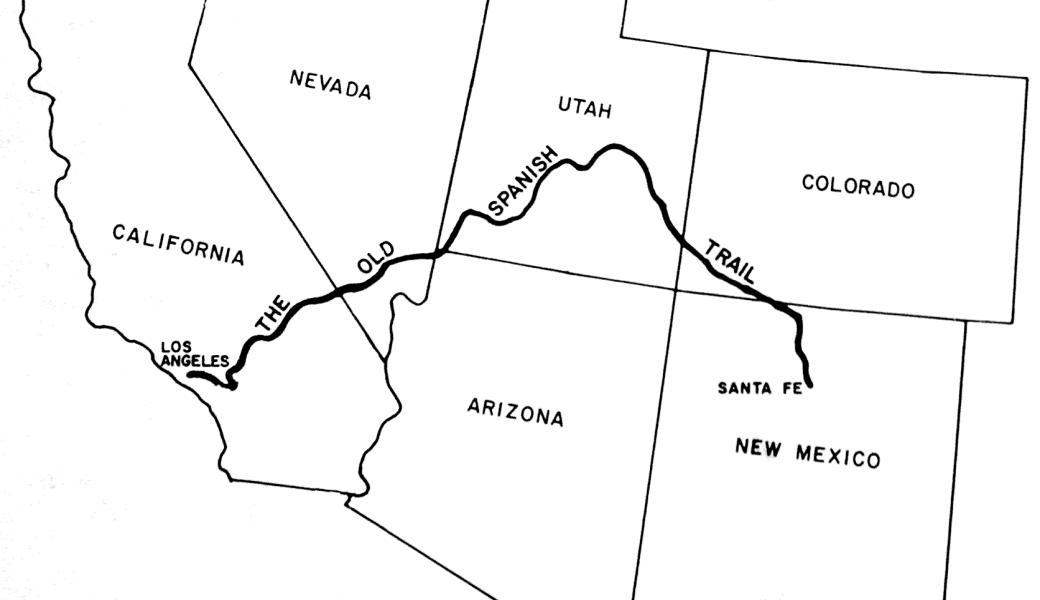
Der historische Routenverlauf des Old Spanish Trail

Der Old Spanish Trail (span.: Viejo Camino Español) ist eine historische Handelsroute im Westen der heutigen USA. 
Sie verbindet Santa Fé im nördlichen New Mexico über Utah und Nevada mit Los Angeles in Kalifornien. Die Strecke ist etwa 2000 Kilometer lang und führt unter anderem durch Gebirge, Wüsten und tiefe Canyons. Nachdem die Route erstmals 1776 von europäischen Siedlern erkundet wurde, nahm ihre Nutzung spätestens ab der Mitte der 1850er Jahre stark zu.
Die Bedeutung des Weges liegt in der Verbindung von Nuevo Mexico, dem nördlichsten und abgelegensten Teil des spanischen Vizekönigreiches Neuspanien, mit der Küste in California. Dadurch wurden zwei Regionen, die durch unterschiedliche Wirtschaftsformen geprägt waren, miteinander verbunden. Nuevo Mexico war um Landwirtschaft und in bescheidenem Rahmen auch Bergbau organisiert, während in Californien der Pelzhandel vorwiegend über den Pazifischen Ozean im Vordergrund stand. Über die Handelsroute tauschten das Binnenland und die Küstenregion Waren aus, die sie selbst nicht oder nicht zu vergleichbaren Bedingungen produzierten. Darunter vor allem Felle und Talg einerseits und andererseits der Austausch von in California gezüchteten Maultieren gegen Schafe, Wolle und gewebte Decken aus Nuevo Mexico. Als dritte Akteure traten seit der Etablierung des Handels durch die Weißen und bis in die zweite Hälfte des 19. Jahrhunderts die Indianervölker der Region auf. Vor allem die Ute und die Mohave, aber auch die Apache und im kleineren Rahmen die Navajo griffen einerseits immer wieder Handelszüge und Siedler an der Route an und raubten Pferde, Vieh und weitere Güter. Andererseits beteiligten sich auch Amerikaner und Mexikaner an indianischen Raubzügen. Zudem bekamen die Indianer durch den Handelsweg Zugang zu Märkten der Mexikaner, darunter besonders für indianische Sklaven, die vor allem von den Ute unter den benachbarten Südlichen Paiute gejagt und gefangen genommen und in Santa Fe an Mexikaner verkauft wurden.
Die Strecke wurde 2006 als National Historic Trail ausgewiesen und wird gemeinsam vom National Park Service und dem Bureau of Land Management betreut.